# Nevroznanost v arhitekturi
Nevroznanost v arhitekturi se ukvarja s preučevanjem vpliva grajenega in bivalnega okolja na človeka ter njegovih nevrofizioloških reakcij na okolje. Za nevroznanost v arhitekturi so zanimive tudi raziskave kreativnih procesov v možganih, saj je arhitektura kreativna praksa, njeno konstruiranje pa kreativni proces.
Izsledke raziskav nevroznanosti lahko uporabimo pri snovanju stavb in drugih grajenih struktur, da bi oblikovali primernejše okolje za bivanje in delo. Primer takšnih raziskav so preučevanje vpliva dnevne svetlobe na učenje in študij; okolja na produktivnost; razporeditve predmetov in zasnove prostorov na zdravljenje ipd.
Nastavki za to, kar kasneje proučuje nevroznanost, se na področju bivalnega prostora in arhitekture pojavljajo že v filozofiji 19. stoletja, posebej v teorijah estetike, ter nadalje v različnih družboslovnih in vedenjskih študijah. Znanstveni dokazi za potrditev teorij, ki so se razvijale v prejšnjih stoletjih, se razvijajo šele zadnje četrtstoletje.

## Kronološki pregled
Nekaj pomembnih prelomnic različnih razmišljanj o prostoru, ki zanimajo nevroznanost.
- 1873    Robert Vischer preko pojma Einfuhlung, ki ga lahko prevedemo kot »vživetje«, teoretizira, da se lahko vživimo v umetniške objekte. Ko doživljamo umetnost, se nam ne poveča le ostrina čutov, ampak doživimo tudi posplošeno povečanje naših vitalnih občutenj. »Vsako umetniško delo se nam odkrije kot oseba,ki se vživlja v znani objekt, ali kot človeštvo, ki se opredmeti v harmonično formo.«
- 1886    Henrich Wolfflin se je posvečal vprašanju, kako je možno, da so arhitekturne forme sposobne sprožiti emocije ali določeno počutje.
- 1906    Nastanek vrtnega mesta Hellerau, ki je želel z izobraževalnim programom združiti znanost in umetnost kot enotno celoto dojemanja estetike, katere vodilo je bilo, da zavest, razmišljanje in komunikacija odgovarjajo na značilnosti fizičnega, družbenega in kulturnega okolja. Njegov izobraževalni program je imel velik vpliv tudi na ustanovitev šole umetnosti Bauhaus.
- 1914    Bruno Taut, zagovornik teze, da barve vplivajo na človekova čustva, je na sejmu steklarske industrije v Kolnu s kupolo prikazal uporabo barvanega stekla ter njegov vpliv na dojemanje prostora.
- 1945    Delo Maurica Merleau-Pontyja, predvsem njegova knjiga Fenomenologija zaznave, obravnava vprašanja, ki jih podrobno proučuje nevroznanost na področju arhitekture. Eno izmed teh vprašanj je problem odnosa med objektom in subjektom oz. širše pomen »doživljanja«. Fenomenološka misel je zelo blizu nevrološkemu raziskovanju zaznave,  kar potrjujejo tudi določene teze nevroloških študij.
- 1954     Richard Neutrav knjigi Survival through Design poziva k vnašanju trenutnih znanstvenih dognanj s področja biologije in možganske fiziologije v arhitekturo. S svojimi arhitekturnimi deli je želel uporabniku ponuditi dom, kjer bi se ta počutil povezanega z okolico, kot se je človek v pradavnini (hiša Oyler, VDL studio itd.).
- 1992     The high-risk infant environment (Graven et. al.) je pomembna raziskava vpliva okolja na razvoj možganov nedonošenčkov, prva večja znanstvena preučitev vplivov bivalnega okolja in posredno arhitekture na nevrološke procese.
- 1996      Juhani Pallasmaa v knjigi Oči kože (in številnih drugih delih) opozarja na okularicentričnost današnje arhitekture, ki zanemarja ostale čute človeškega telesa.
- 1999     V delu The Parahippocampal Place Area: Recognition, NavigationorEncoding? (Epstein et. al.) je predstavljeno odkritje področja v možganih, t. i. parahipokampalno prostorsko področje (Parahippocampal place area oz. PPA), ki prepoznava arhitekturo.
- 2003    Ustanovitev akademije za nevroznanost v arhitekturi (krajše ANFA) med drugim organizira konferenceo nevroznanosti v arhitekturi.
- 2003    Fred H. Gage preko izsledkov različnih študij v delu Neuroscience and architecutre zaključuje, da okolje, v katerem človek deluje, vpliva na njegove možgane in jih spreminj

Z napredovanjem področja nevroznanosti so bile v zadnjih desetletjih razvite raziskave, katerih izsledke lahko neposredno uporabimo na področju snovanja arhitekture.Odkritje parahipokampalnega prostorskega področja (Parahippocamapal place area, v nadaljevanju PPA) direktno povezuje nevroznanost z arhitekturo, saj se z njegovim odkritjem določi predel možganov, ki je odgovoren za prepoznavanje prostora in s tem tudi arhitekture. PPA je podregija parahipokampalnega korteksa in igra pomembno vlogo pri kodiranju in prepoznavanju okoliških scen. FMRI študije kažejo, da postane omenjena regija možganov močno aktivna, ko človek opazuje topografske scene, kot so, npr., pokrajina, mesto, soba. Poškodba PPA pogosto vodi do tega, da pacienti ne zmorejo vizualno prepoznati prostora, v katerem se nahajajo, čeprav lahko prepoznajo posamezne objekte v njem. Področje je bilo prvič predstavljeno v raziskavi Russla Eppsteina in Nancy Kanwisher, ki je pokazala, da je bil PPA izrazito aktivnejši pri prikazu kompleksnejših scen, kot so prikaz sobe s pohištvom, pokrajine ali mesta, veliko manj pa ob izpostavljanju drugim vizualnim dražljajem. Visoka verjetnost je, da se v PPA nahaja spominska kognitivna mapa že videnih objektov. Z raziskovanjem možganov so bila dosežena pomembna odkritja posameznih področij v možganih za lažjo sistematizacijo možganskih predelovglede na njihovo funkcijo (npr. Brocovo ali Wernickovo področje).Z odkritjem parahipokampalnega prostorskega področja se prepoznavanje določenega prostora/arhitekture sedaj uvršča med funkcijo, ki jo opravlja točno določen del možganov in se tako klasificira med osnovne funkcije, ki jih opravljajo možgani. 
Odkritje PPA omogoča lažje nadaljnjo raziskovanje človekovega dojemanja prostora.Prva izmed večjih raziskav, ki je dokazala vpliv grajenega okolja na fiziološki razvoj ter počutje ljudi, se je osredotočala na povezavo med zasnovo bolnišničnega okolja in nevrološkim razvojem nedonošenčkov (Graven et al., 1992).  Dokazana je bila škodljivost neprestanega hrupa ter močne osvetlitve zdravstvenih objektov, saj omenjena faktorja omejujeta razvoj avdiovizualnih sposobnosti otroka. Oddelki za intenzivno nego bi morali po izsledkih raziskave tako zmanjšati moteče dejavnike s škodljivim vplivom ter jih upoštevati že v fazi načrtovanja prostorov. Raziskavo lahko interpretiramo kot opozorilo na pomembnost premišljenega oblikovanja prostorov, saj ima lahko njegova zasnova, znanstveno dokazano, velik vpliv na razvoj in potek življenja ljudi.
Salmonovo preučevanje starostnikov z demenco je pripeljalo do zaključka, da je zanje oteženo prepoznavanje objektov, zlasti, če so ti postavljeni neobičajno. Oteženo je tudi prepoznavanje relacije med objekti ter njihov prostorski odnos; težje je najti iskani objekt ob prisotnosti »hrupa« iz ozadja; težje je dojemanje objekta in njegovega gibanja v prostoru.  Raziskava prav tako nakazuje neprimerno oblikovanje prostorov za obolele z demenco.